# ベルティル・オリーン
ベルティル・ゴットハード・オリーン（Bertil Gotthard Ohlin、1899年4月23日 - 1979年8月3日）は、スウェーデンの経済学者。国際経済学において最も基本的な定理の1つであるヘクシャー＝オリーンの定理を構築したことで知られる。この功績が称えられ、1977年にオリーンはジェイムズ・ミードとともにノーベル経済学賞を受賞した。

## 略歴
- 1899年　スウェーデンのクリッパンに生まれる。
- 16歳の時にルンド大学に入学。
- 1917年　18歳の時にストックホルム商科大学に転校。
- 1919年　ストックホルム商科大学卒業。グスタフ・カッセルの指導のもと博士号取得の勉強を始める。
- 途中、ケンブリッジ大学で数か月、ハーバード大学で1年間過ごす。ハーバード大学でMAをえる。
- 1924年　ストックホルム商科大学から博士号取得。
- 1925年-1930年　コペンハーゲン大学の教授となる。
- 1930年　エリ・ヘクシャーの後任としてストックホルム商科大学の教授になる。
- 1938年-1970年　スウェーデン国会議員を32年間務める（第2次世界大戦の最後の数年間は商務大臣を務める）。
- 1944年-1967年　野党であるスウェーデン・リベラル党の党首を23年間務める。
- 1965年　ストックホルム商科大学を退官。
- 1977年　ノーベル経済学賞受賞。
- 1979年　死去（80歳）。

## 生涯

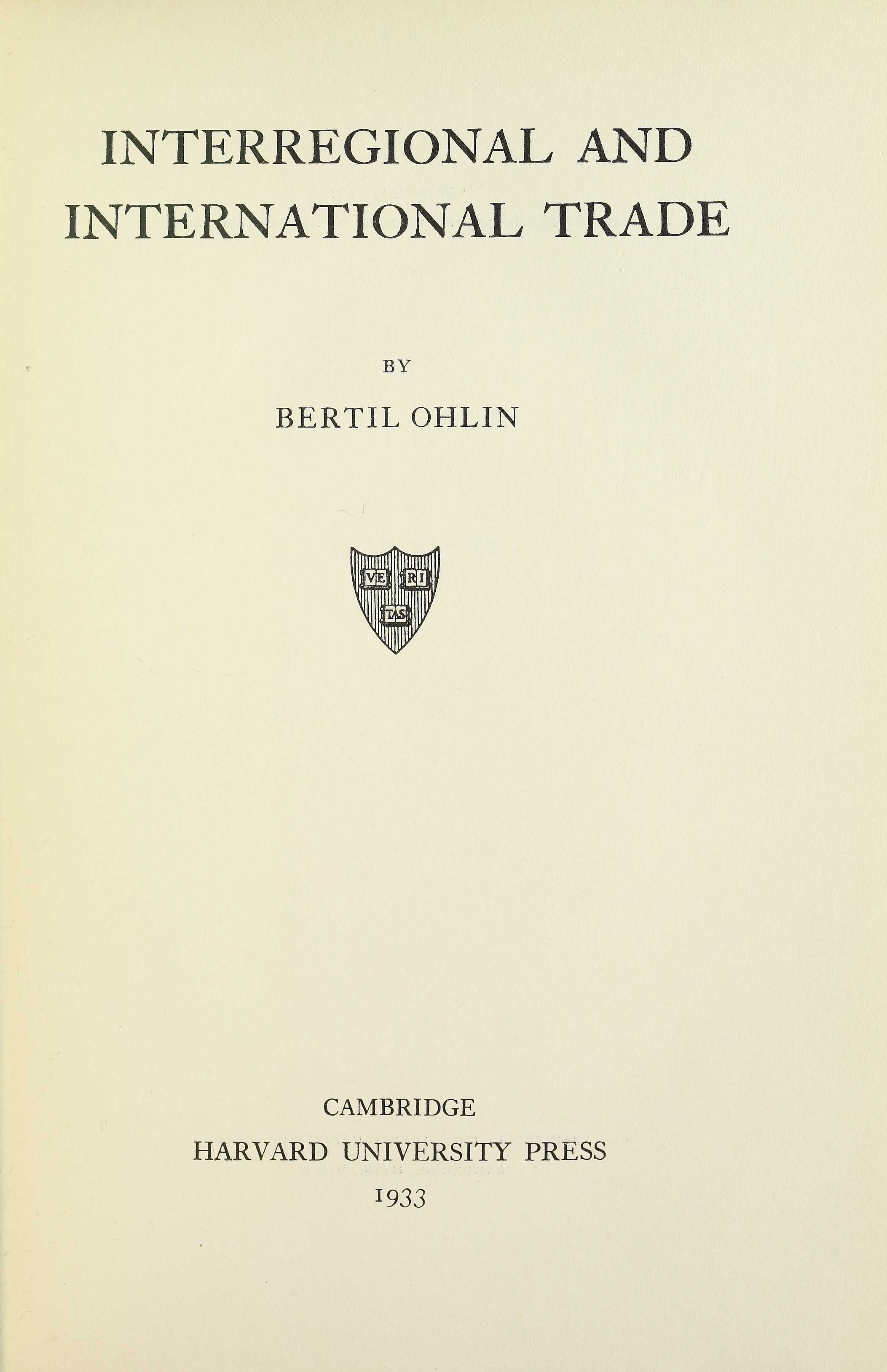
Interregional and international trade, 1933

- 1920年、オリーンはルンド大学で学位を取得し、1924年にはグスタフ・カッセルの指導の下、ストックホルム大学で博士号を取得した。そして翌1925年にコペンハーゲン大学の教授に就任した。
- 1929年、オリーンはドイツに課された第一次世界大戦の戦争賠償金の支払いが引き起こす影響についてジョン・ケインズと激論を繰り広げ、オリーンはケインズと全面的に対立した（ケインズはドイツが負担する賠償金額は極めて重いものであり、新たな戦争を招く可能性があると主張したが、オリーンはドイツには十分に賠償金を支払える余裕があると反論した）。結果として、1939年のナチス・ドイツのポーランド侵攻に端を発した第二次世界大戦に鑑みると、ケインズの主張は正しいものであったといえるが、ケインズとオリーンの論争は近代の一国主義的な国際収支に関する理論を考える上で重要なものとして評価されている。
- 1930年、オリーンは師であるエリ・ヘクシャーの後任としてストックホルム商科大学の教授に就任した。
- 1933年、オリーンは世界的に有名な著作『Interregional and International Trade（地域貿易と国際貿易）』を発表した。この作品の中でオリーンは、オリーンとヘクシャーの博士論文を先行研究として、国際取引に関する経済理論を構築した。この理論は貿易理論に関する標準的モデルとして使用される国際分業のパターンの決定に関する定理であり、ヘクシャー＝オリーンの定理として知られている。
- そして1977年、「国際貿易に関する理論および資本移動に関する理論を開拓した業績」が称えられ、オリーンはジェイムズ・ミードとともにノーベル経済学賞を受賞した。
- またオリーンはスウェーデン社会民主労働党政権時代の野党第一党であった自由党の党員として1938年から1970年まで国会の上院議員を務めた。さらに1944年から1967年にかけては自由党の党首としても活躍した。また1944年から1945年にかけては戦時政府の商業大臣を担当した。なおオリーンの娘のアンネ・ヴィブレは自由党の党首として1991年から1994年まで財務大臣を務めている。

## 業績

### ノーベル経済学賞
オリーンの最も有名な業績は、国際経済学において最も基本的な定理の1つであるヘクシャー＝オリーンの定理の構築である。オリーンは1977年にこの業績が称えられ、ジェイムズ・ミードとともにノーベル経済学賞を受賞した。

### ヘクシャー＝オリーンの定理
ヘクシャー＝オリーンの定理は、比較優位が国家の資本や労働力の一般的特徴とどのような関連を有しているか、また国家の資本や労働力の一般的特徴が時間とともにどのように変化していくかを示すモデルであったため、これをきっかけに国際経済学の分野は飛躍的に発展した。
ヘクシャー＝オリーンの定理は国際経済学において最も基本的な定理の1つとなり、ヘクシャー＝オリーンの定理から様々な定理が導出された。そしてその中でも特に有名な定理として、リプチンスキーの定理とストルパー＝サミュエルソンの定理が挙げられる。前者のリプチンスキーの定理は、労働量が増加すると労働集約財の生産は増加するが資本集約財の生産は減少し、逆に資本量が増加すると資本集約財の生産は増加するが労働集約財の生産は減少するという定理である。後者のストルパー＝サミュエルソンの定理は、労働集約財の価格が上昇すると賃金率は増加するが資本のレンタル率は減少し、逆に資本集約財の価格が上昇すると資本のレンタル率は上昇し賃金率は減少するという定理である。リプチンスキーの定理からは生産パターンと生産要素賦存量との関係に関する洞察を、ストルパー＝サミュエルソンの定理からは生産価格と所得分配との関係に関する洞察を得ることができる。